# Isabella d'Armenia
Isabella d'Armenia, o Zabel (in armeno Զապել?; 27 gennaio 1216 o 1217 – Ked, 23 gennaio 1252), fu regina regnante della Piccola Armenia dal 1219 fino alla morte.

## Biografia
Era figlia di Leone, primo re della Piccola Armenia, e della sua seconda moglie, Sibilla di Lusignano, figlia di Amalrico II di Cipro e di Isabella di Gerusalemme.
Leone nominò sua erede Isabella, nonostante l'esistenza di due parenti maschi:
- Jean (1216 - 1220) che però morirà giovane, figlio della sua figlia maggiore Stefania (o Rita - m. 1219) e di Giovanni di Brienne;
- Raimondo Rupeno, nipote di Ruben III d'Armenia e di Leone II, nel 1220 dopo essere fuggito dalle carceri di Antiochia, tenterà di farsi riconoscere re e s'impadronirà di Tarso, ma sarà catturato ed ucciso.

Isabella aveva solo tre anni, quindi la reggenza fu conferita in un primo tempo a Adam di Bagras, e, quando questi fu ucciso dagli Assassini nel 1220, all'hetumide Costantino, signore di Barbaron e di Partzerpert.
La giovane sovrana fu dapprima promessa, nel 1216, ad Andrea, un figlio del re  Andrea II d'Ungheria, ma il fidanzamento fu rotto nel 1219.

### Primo matrimonio

Il regno della Piccola Armenia

Si sposò due volte.
 Il 25 gennaio del 1221 con Filippo, figlio di  Boemondo IV d'Antiochia.
Dopo essere stato incoronato re Filippo si rese rapidamente impopolare tentando di stabilire in Cilicia le usanze occidentali e di far riunire la Chiesa armena con la Chiesa di Roma; fu assassinato il 24 gennaio 1226 in seguito di un'insurrezione organizzata da Costantino di Barbaron.

### Secondo matrimonio

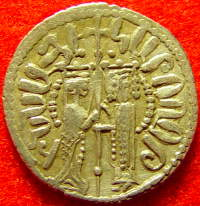
Moneta con le effigi della regina Zabel e Aitone I

Il 14 maggio 1226, (ma il matrimonio non sarà riconosciuto da Roma che nel 1237) fu costretta a sposare il figlio di Costantino di Barbaron, Aitone I; quest'ultimo, anche se era arrivato al potere grazie ad una reazione anti-occidentale, praticherà una politica estera filo-occidentale, pur mantenendo all'interno le specificità politiche e religiose armene.
Aitone fu co-regnante (o regnante) della Cilicia armena dal 1226 al 1270.

### Morte
Zabel morì il 23 gennaio 1252, all'inizio della Quaresima; fu sepolta nel monastero di Trazarg e con lei finì la dinastia dei Rupenidi.

## Discendenza
Zabel e Aitone I d'Armenia ebbero otto figli:
- Leone III (m. 1289) re d'Armenia;
- Thoros (1244 - 1266) ucciso in battaglia contro il Sultano Mamelucco Baybars;
- Sibilla (m. 1290), sposò nel 1254 Boemondo VI d'Antiochia, per portare la pace tra l'Armenia e Antiochia;
- Eufemia (m. 1309), che sposò nel 1252 Giuliano de Grenier, Signore di Sidone;
- Rita d'Armenia, sposa nel 1261 Costantino, signore di Saravantikar;
- Maria d'Armenia, (m. 1310) che sposò Guido di Ibelin
- Vacahk, morto giovane;
- Isabella (m. 1269) promessa nel 1267 a Mouid ad-Din Suleiman (m. 1276).

## Ascendenza
|                          |                       |                           | Genitori                 |  |  | Nonni |  |  | Bisnonni          |  |  | Trisnonni              |  |
|                          |                       |                           |                          |  |  |       |  |  | Leone I d'Armenia |  |  | Costantino I d'Armenia |  |
|                          |                       |                           |                          |  |  |       |  |  | Leone I d'Armenia |  |  | Costantino I d'Armenia |  |
|                          |                       | …                         |                          |  |  |       |  |  | Leone I d'Armenia |  |  |                        |  |
| Stefano d'Armenia        |                       |                           |                          |  |  |       |  |  | Leone I d'Armenia |  |  |                        |  |
|                          |                       | Beatrice di Rethel        | …                        |  |  |       |  |  |                   |  |  |                        |  |
|                          |                       | Beatrice di Rethel        | …                        |  |  |       |  |  |                   |  |  |                        |  |
|                          |                       | Beatrice di Rethel        | …                        |  |  |       |  |  |                   |  |  |                        |  |
| Leone II d'Armenia       |                       | Beatrice di Rethel        |                          |  |  |       |  |  |                   |  |  |                        |  |
|                          |                       | …                         | …                        |  |  |       |  |  |                   |  |  |                        |  |
|                          |                       | …                         | …                        |  |  |       |  |  |                   |  |  |                        |  |
|                          |                       | …                         | …                        |  |  |       |  |  |                   |  |  |                        |  |
| Rita di Barbaron         |                       | …                         |                          |  |  |       |  |  |                   |  |  |                        |  |
|                          |                       | …                         | …                        |  |  |       |  |  |                   |  |  |                        |  |
|                          |                       | …                         | …                        |  |  |       |  |  |                   |  |  |                        |  |
|                          |                       | …                         | …                        |  |  |       |  |  |                   |  |  |                        |  |
| Isabella d'Armenia       |                       | …                         |                          |  |  |       |  |  |                   |  |  |                        |  |
|                          | Ugo VIII di Lusignano | Ugo VII di Lusignano      |                          |  |  |       |  |  |                   |  |  |                        |  |
|                          | Ugo VIII di Lusignano | Ugo VII di Lusignano      |                          |  |  |       |  |  |                   |  |  |                        |  |
|                          | Ugo VIII di Lusignano | Sarracina di Lezay        |                          |  |  |       |  |  |                   |  |  |                        |  |
| Amalrico II di Lusignano | Ugo VIII di Lusignano |                           |                          |  |  |       |  |  |                   |  |  |                        |  |
|                          |                       | Bourgogne de Rançon       | Goffredo di Rançon       |  |  |       |  |  |                   |  |  |                        |  |
|                          |                       | Bourgogne de Rançon       | Goffredo di Rançon       |  |  |       |  |  |                   |  |  |                        |  |
|                          |                       | Bourgogne de Rançon       | Falsifie di Moncontour   |  |  |       |  |  |                   |  |  |                        |  |
| Sibilla di Lusignano     |                       | Bourgogne de Rançon       |                          |  |  |       |  |  |                   |  |  |                        |  |
|                          |                       | Amalrico I di Gerusalemme | Folco V d'Angiò          |  |  |       |  |  |                   |  |  |                        |  |
|                          |                       | Amalrico I di Gerusalemme | Folco V d'Angiò          |  |  |       |  |  |                   |  |  |                        |  |
|                          |                       | Amalrico I di Gerusalemme | Melisenda di Gerusalemme |  |  |       |  |  |                   |  |  |                        |  |
| Sibilla di Gerusalemme   |                       | Amalrico I di Gerusalemme |                          |  |  |       |  |  |                   |  |  |                        |  |
|                          |                       | Agnese di Courtenay       | Joscelin II di Edessa    |  |  |       |  |  |                   |  |  |                        |  |
|                          |                       | Agnese di Courtenay       | Joscelin II di Edessa    |  |  |       |  |  |                   |  |  |                        |  |
|                          |                       | Agnese di Courtenay       | Beatrice di Saona        |  |  |       |  |  |                   |  |  |                        |  |
|                          |                       | Agnese di Courtenay       |                          |  |  |       |  |  |                   |  |  |                        |  |